# 东交民巷
39°54′09″N 116°24′28″E / 39.90250°N 116.40778°E

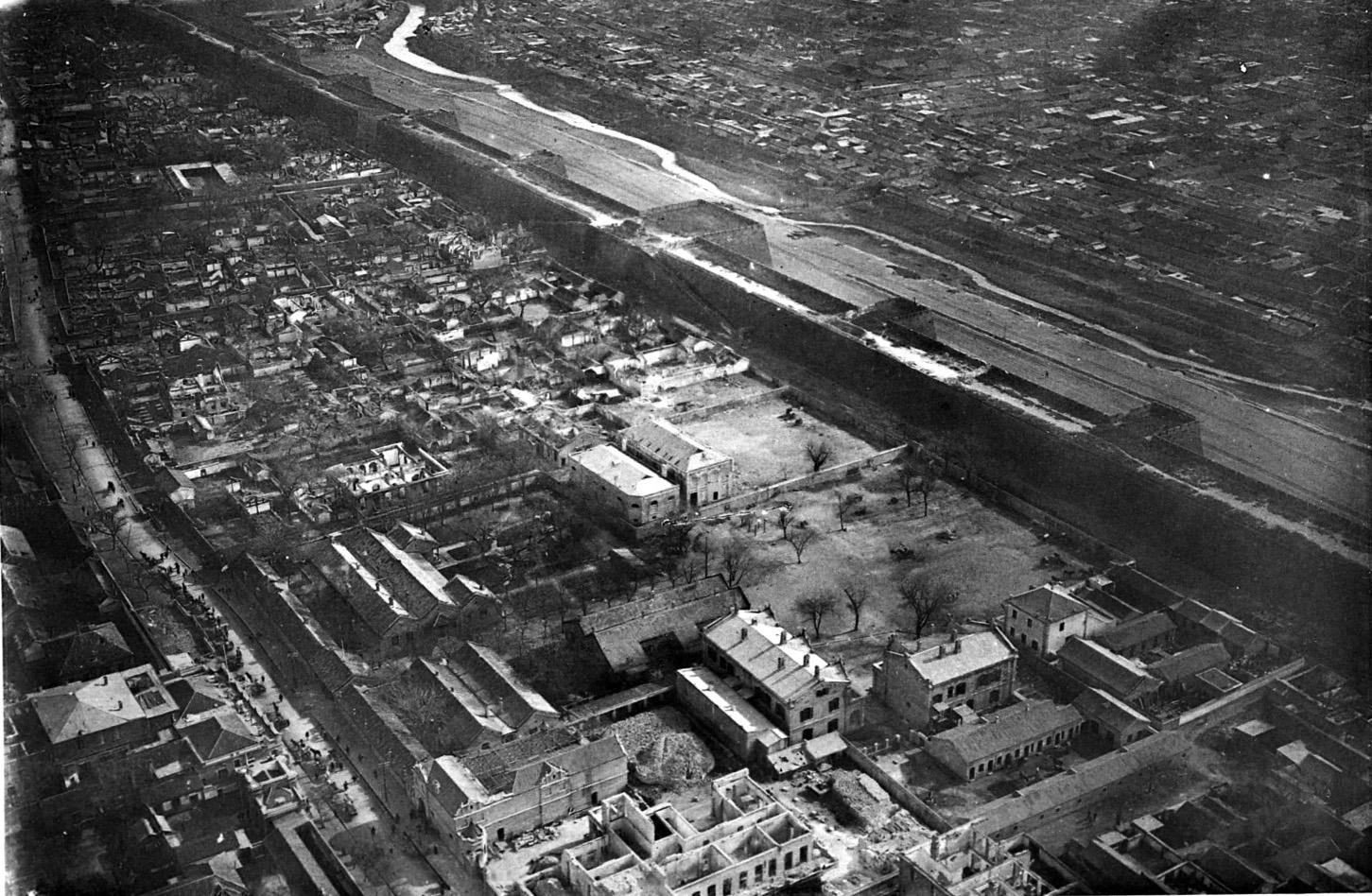
法军拍摄的航拍照片（1900年—1901年）。

东交民巷，原名东江米巷，是中国北京市东城区的一条胡同，西起天安门广场东侧路，东至崇文门内大街，全长1,552米（与东长安街平行并大致等长），是老北京最长的一条胡同。现已改为道路。

## 历史

图中间为1879年左右东交民巷东界崇文门外大街，左侧为东交民巷。此时还有民居。

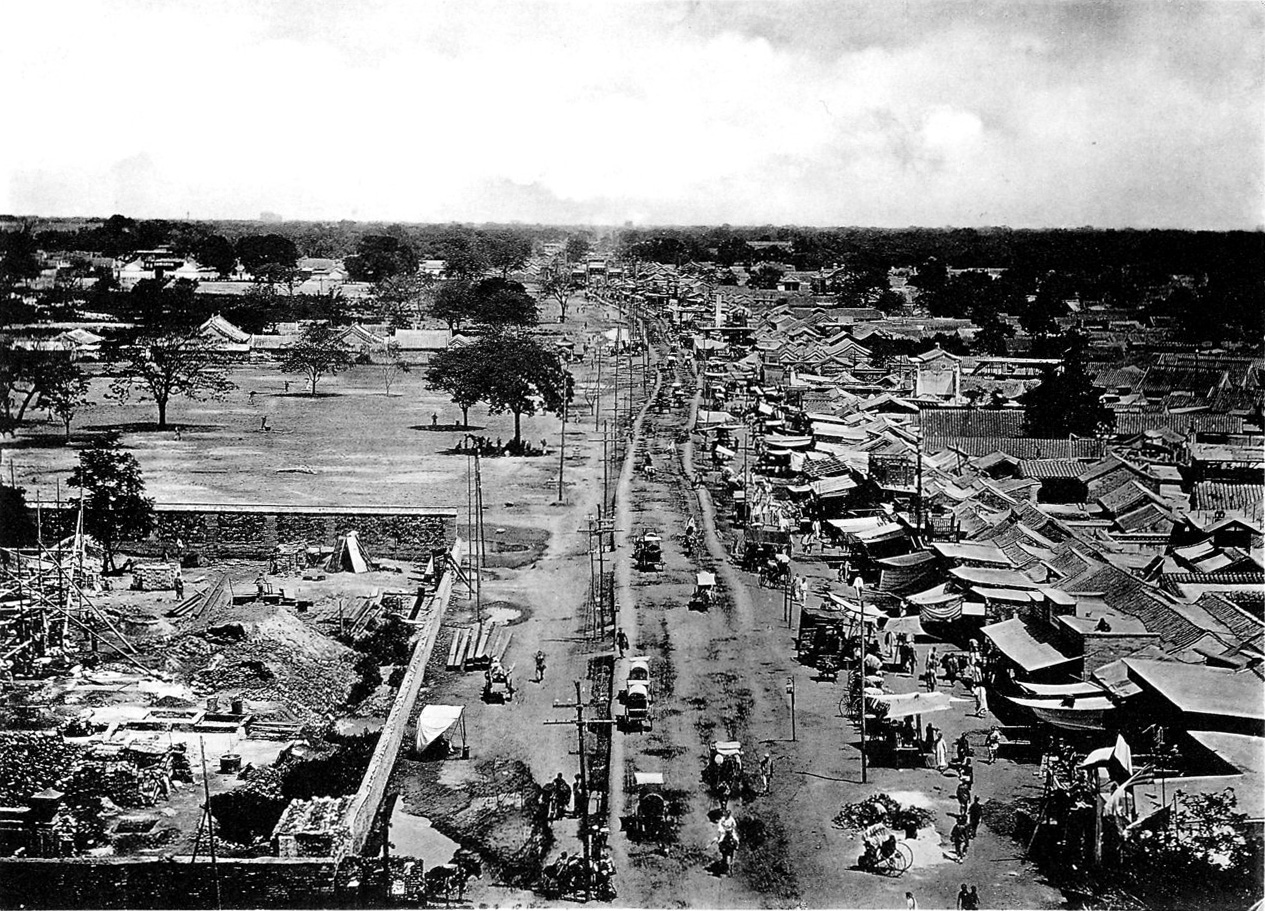
《辛丑條約》第七款规定：北京的大使馆区内中国人不得居住，各国可以派兵保护。1900年左右的此处照片，可见，东交民巷的民居已拆除。

元朝时，大都城外，东交民巷和广场西侧的西交民巷是连在一起的一条胡同，名叫“江米巷”。当时这条胡同有元代控制漕运米粮进京的税务所和海关，因而成为南粮北运的咽喉要地，故得名“江米巷”。明代时城牆南移並修建棋盘街，将原来的江米巷截断成为东江米巷和西江米巷。在东江米巷设有六部中的礼部以及鸿胪寺和会同馆，但主要只接待来自安南、蒙古、朝鲜、缅甸等四个藩属国的使节，因此会同馆又被称作“四夷馆”。到了清代，会同馆改名四译馆，并修改政策，只允许外国使节在这里居住四十天。
1860年第二次鸦片战争清軍战败后，根据清政府与英、法、美、俄签订的《天津条约》中相关条款规定，1861年3月英国公使正式入住东江米巷的淳亲王府（当时名为梁公府，系康熙皇帝第七子淳王允祐的府邸）；法国公使正式入住安郡王府（当时名为纯公府，系努尔哈赤之孙安郡王岳乐的府邸）；美国公使进驻美国公民Dr S.SWilliam位于东江米巷的私宅；俄国公使则入住清初在这里修建的东正教教堂俄罗斯馆。随后各国公使馆均选择东交民巷一带作为馆址，到1900年义和团运动之前这里有法国、義大利、日本、美国、德国、比利时、荷兰、西班牙等多国使馆。义和团运动爆发后，这里因为洋人糜集而被作为攻击的重点，曾有童谣念道“吃麵不搁醋，炮打西什库；吃麵不搁酱，炮打交民巷”，前者指的是位于北京西皇城根的西什库教堂，后者即指东交民巷。
1900年义和团事变之后，根据《辛丑条约》的规定，东江米巷改名Legation Street（使馆街），其在中方绘制的地图中则正式更名为东交民巷，成为由各个使馆自行管理的使馆区；清政府在这条街上的衙署，仅保留了吏部、户部、礼部和宗人府，其余尽数迁出。随后在这里出现了英国汇丰银行、麦加利银行，俄国华俄道胜银行，日本的横滨正金银行，德国德华银行，法国东方汇理银行等外资银行，还开办了法国邮局、医院等设施，并出现了大量西式建筑。这块使馆区在辛亥革命后一直保留。直到1937年抗日战争爆发后，除德国、意大利等日本盟友外交官之外，其他国家的外交人员撤出北平，这块使馆区才移交给国民政府。
1949年以后这里仍被作为使馆区，与中华人民共和国建交的東德、匈牙利、缅甸等国的使馆和英國的代表处沿用了这里旧有的建筑，直到1959年迁往朝阳门外三里屯的第一使馆区。文化大革命期间，这里由于其历史的特殊性，再次受到冲击，街名被改为“反帝路”，很多西式风格的建筑遭到破坏，1980年代以来，随着北京城市建设的发展，东交民巷的建筑亦受到冲击，汇丰银行、怡和洋行、俄罗斯使馆的旧址因拓宽马路被拆除；德华银行于1992年被拆除；日本使馆旧址曾被北京市人民政府使用；街上还兴建了很多高层建筑和现代建筑，整条街的风貌遭到了极大的破坏。2001年，“东交民巷使馆建筑群”被列为全国重点文物保护单位。

## 建筑

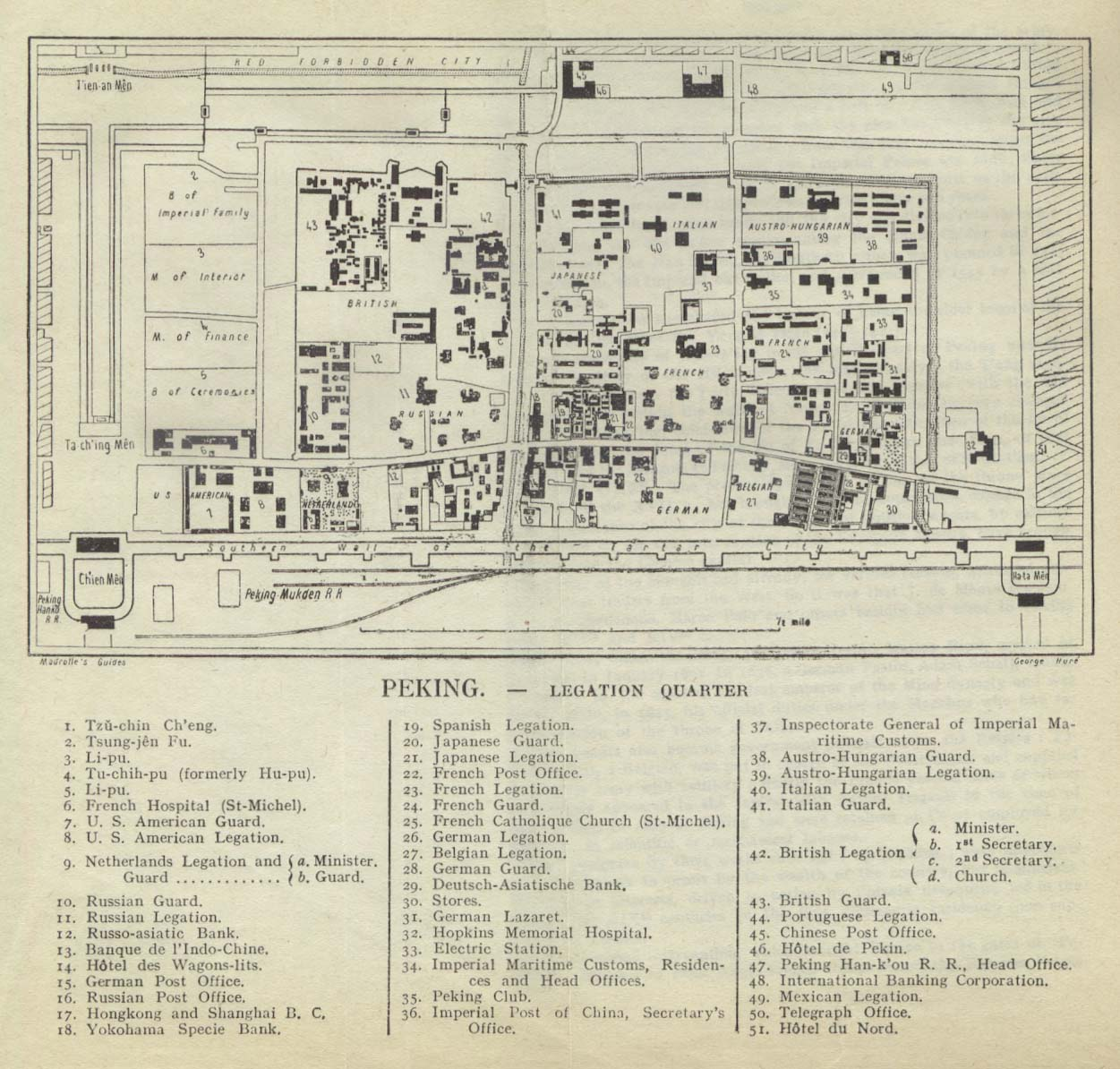
1912年的使馆区，
图中1. 即美国使馆旧址。
图中9. 即荷兰使馆旧址。
图中10. 即俄国兵营旧址。
图中11. 即俄国使馆旧址。
图中12. 即华俄道胜银行旧址。
图中13. 即东方汇理银行旧址。
图中18. 即横滨正金银行北京支行大楼。
图中19. 即西班牙银行旧址。
图中20. 即日本使馆旧址。
图中21. 即日本公使馆旧址。
图中22. 即法国邮政局旧址。
图中23. 即法国使馆旧址。
图中24. 即法国兵营旧址。
图中25. 即东交民巷天主堂。
图中26. 即德国使馆旧址。
图中27. 即德华银行北京分行旧址。
图中31. 即比利时使馆旧址。
图中35. 即国际俱乐部旧址。
图中36. 即奥匈使馆旧址。
图中40. 即意大利使馆旧址。
图中42. 即淳亲王府旧址，英国驻华使馆。其中：a. Minister（公使）；b. 1st Secretary（一秘）；c. 2nd Secretary（二秘）；d. Church（教堂）。

《辛丑条约》签订后，整个使馆界的面积约1.3平方公里，比原各使馆占地总面积增加了大约20倍。《辛丑条约》第14个附件对东交民巷使馆区的四至做了明确约定。
- 东界：划为崇文门内大街，南起崇文门，北到东单牌楼（今东单路口北）；
- 西界：划为南起正阳门箭楼东侧，向北至今新大陆（自此以北至东长安街南侧，自北至南依次为原清宗人府、吏部、户部、礼部四个衙署所在地）西口附近向东，绕过原礼部东南墙角直线向北到东长安街南侧（原清皇城南城墙）再向东，到今公安部大门偏西处（原东三座门南端）再向北，直到东长安街北侧80米处（现存清皇城南城墙）。
- 北界：划为今东长安街北侧80米处（紧邻现存清皇城南城墙），西起今公安部大门偏西处（原东三座门以北），东到东单牌楼；
- 南界：划在今前门东大街（原内城南城墙根），东起崇文门，西到正阳门箭楼东侧[1]。

使馆界四周有高墙：南墙利用内城南城垣，东、西、北三面建6米高的界墙，墙上砌有雉堞、射击孔，相隔一定距离砌有红漆钢顶的炮台。整个围墙有八个碉堡并带铁门，作为使馆界出入口。围墙由各国按统一图纸分别建造。八个碉堡及铁门的位置是：
- 崇文门西城根东口一座：今崇文门西大街北侧，紧邻内城城墙，坐西朝东。东北方为今新侨饭店。
- 前门东城根西口一座：今前门东大街北侧，紧邻内城城墙，坐东朝西。西南方紧邻正阳门城楼。东北方为原美国兵营，兵营东侧为原美国使馆。
- 东交民巷东口一座：今东交民巷东口向西数十米处，北京医院东南，坐西朝东。门外东南侧为原跑马场（今新侨饭店）。由德国军队把守。
- 东交民巷西口一座：今毛主席纪念堂东南侧，正对东交民巷处，坐东朝西。门外（西侧）为原东交民巷西口的“敷文”牌楼。东南方为原美国兵营。
- 台基厂北口一座：今台基厂大街北口以南，坐南朝北。门外向北稍偏西为原东长安街牌楼。由意大利军队把守。
- 东河沿北口一座：今正义路北口以南的东侧，原御河东岸，坐南朝北。东南方为原意大利使馆和兵营。由日本军队把守。
- 西河沿北口一座：今正义路北口以南的西侧，原御河西岸，坐南朝北。西南方为原英国使馆。由英国军队把守。
- 兵部街中段一座：今中国国家博物馆馆址中部偏西，坐东朝西。位于原英国兵营西南角。门内为原英国兵营。[1]。

另外使馆界四周各使馆还另开了一些出入口：
- 英国兵营西侧门：今中国国家博物馆馆址北部，坐南朝北。位于原英国兵营西北角。门内为原英国兵营。由英国军队把守。
- 英国兵营东侧门：今公安部大门西侧，原东三座门正南，坐西朝东。位于原英国兵营东北角。门内为原英国兵营。由英国军队把守。
- 意大利使馆和兵营北大门：今长安俱乐部南侧，坐南朝北。位于原意大利使馆和兵营正北中央。由意大利军队把守。
- 水关门：今正义路南口，利用原内城正阳门东水关改建而成[1]。

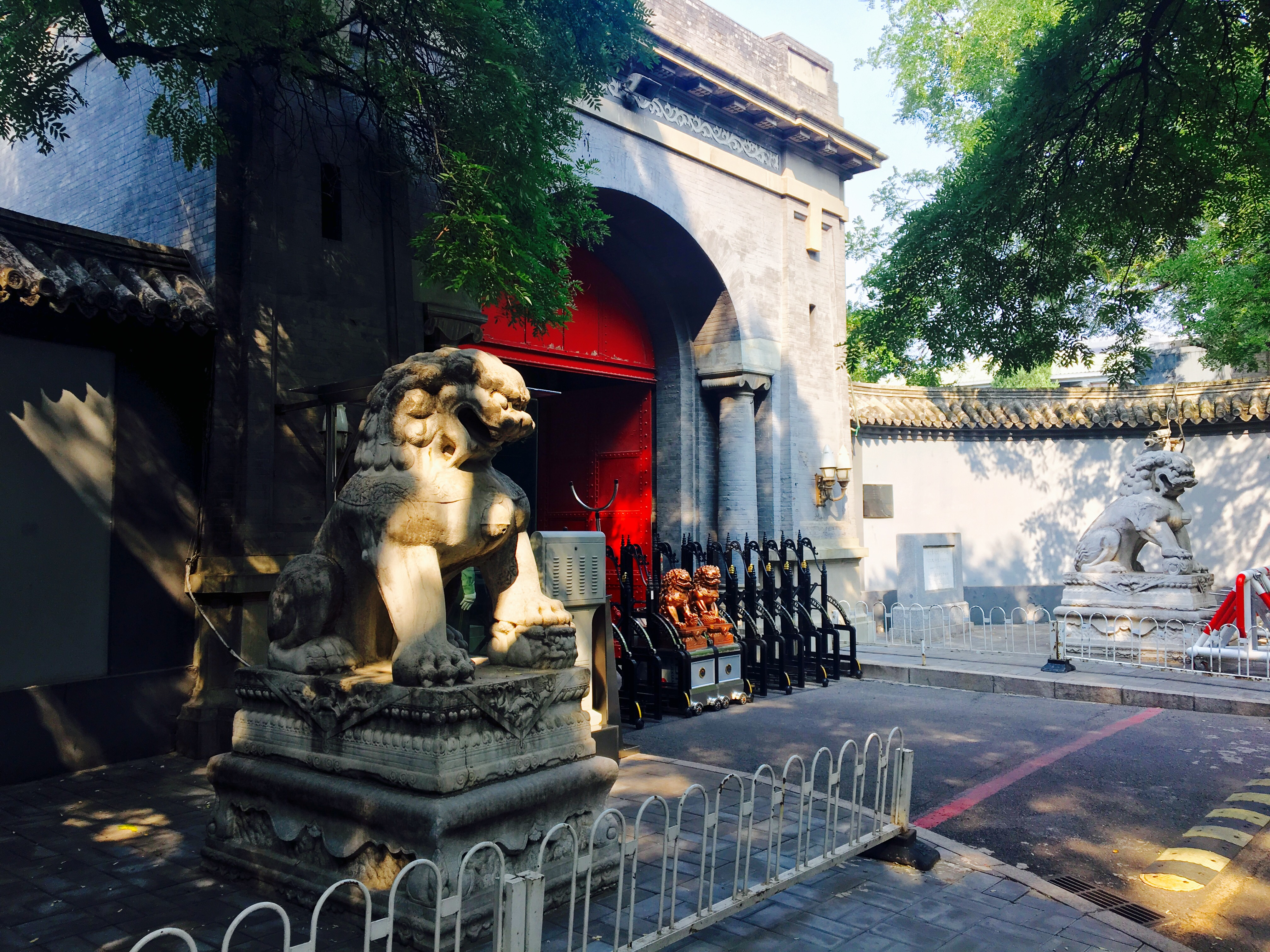
东交民巷15号

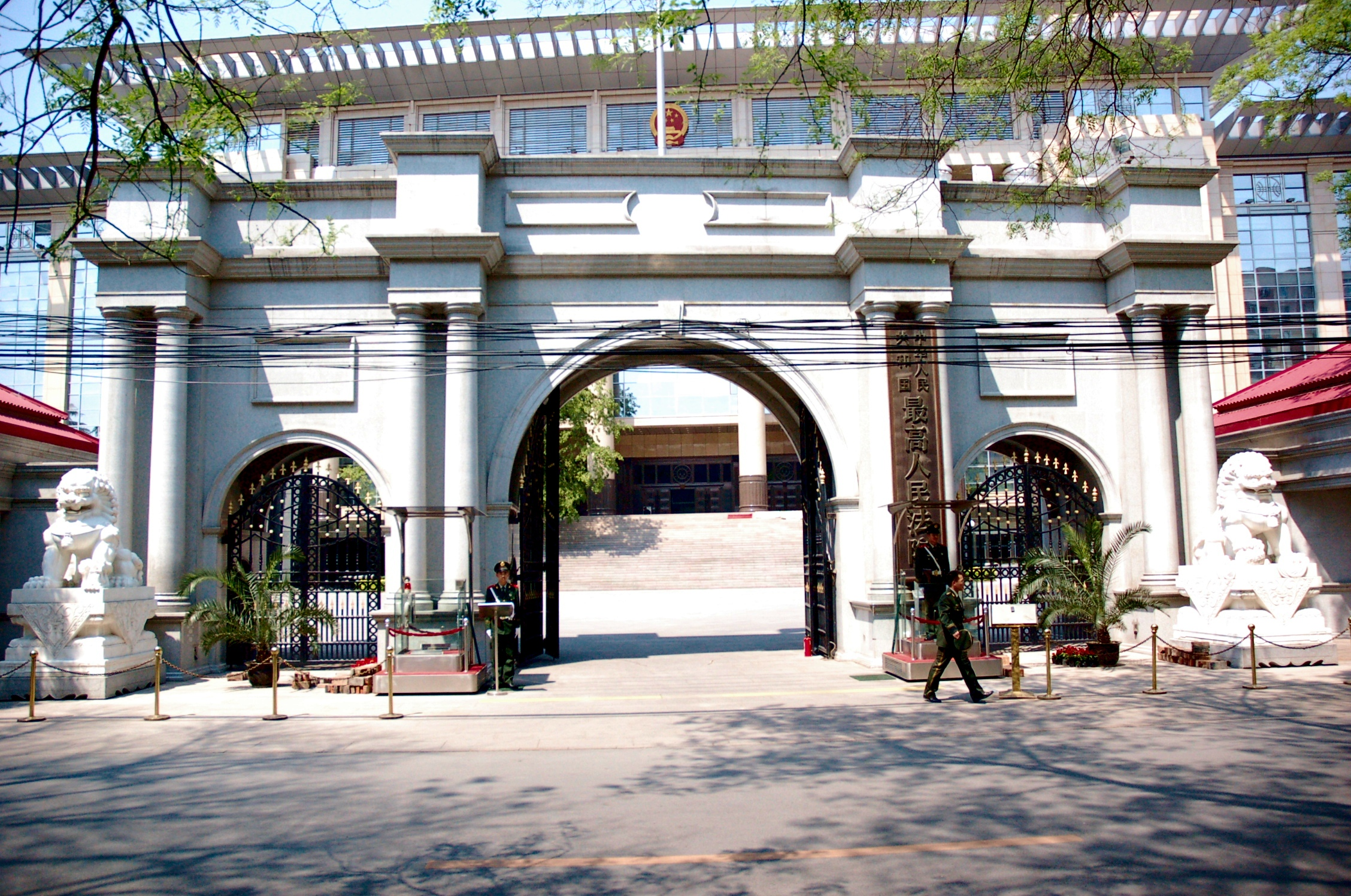
东交民巷27号：中华人民共和国最高人民法院

2001年，“东交民巷使馆建筑群”被列为第五批全国重点文物保护单位，包括14处建筑：
1. 淳亲王府：东长安街14号。现为中华人民共和国公安部。
2. 英国使馆旧址：东长安街14号。现为中华人民共和国公安部。
3. 日本使馆旧址：正义路2号。建成于1909年。曾作为北京市人民政府所在地。
4. 横滨正金银行旧址：正义路4号
5. 意大利使馆旧址：台基厂大街1号。建于1910年前后。现为中国人民对外友好协会等单位。
6. 国际俱乐部旧址：台基厂大街8号
7. 奥匈使馆旧址：台基厂头条6号。建于1910年前后。现为中国国际问题研究院。
8. 法国兵营旧址：台基厂三条3号
9. 法国使馆旧址：东交民巷15号。建于1910年前后。曾为前柬埔寨国王诺罗敦·西哈努克及王后诺罗敦·莫尼列·西哈努克的行宫。
10. 日本公使馆旧址：东交民巷21号。建于1886年。
11. 东方汇理银行旧址：东交民巷34号
12. 花旗银行旧址：东交民巷36号。现为北京警察博物馆。
13. 比利时使馆旧址：崇文门西大街9号。建于1910年前后。现为国家机关事务管理局紫金服务中心、紫金宾馆（东交民巷店）。
14. 圣米厄尔教堂：东交民巷甲13号。2019年并入“东交民巷使馆建筑群”[4]。

此外，此次未被列入“东交民巷使馆建筑群”的北京市文物保护单位还有：
- 荷兰使馆旧址：前门东大街11号。建于1909年。现为中共中央办公厅毛主席纪念堂管理局、中央文史研究馆、国务院参事室。
- 美国使馆旧址：前门东大街23号。建于1903年。现为前门23号会馆。
- 法国邮政局旧址：东交民巷19号
- 原麦加利银行：东交民巷39号。原被列为北京市东城区文物保护单位。2003年被列为北京市文物保护单位。

已拆除的建筑有：
- 德国使馆旧址：前门东大街3号。原址现为首都宾馆。东交民巷20号。原址现为东都宾馆(东交民巷店)。
- 六国饭店：前门东大街5号。原址现为华风宾馆。
- 汇丰银行旧址：东交民巷32号。原址现为正义路社区。
- 怡和洋行旧址
- 德华银行北京分行旧址：东交民巷7号。
- 俄国使馆旧址：东交民巷27号。原址现为中华人民共和国最高人民法院。
- 俄国兵营旧址：东交民巷29号及35号。
- 华俄道胜银行旧址：东交民巷36号。现为北京警察博物馆。
- 西班牙银行旧址：东交民巷甲23号。原址位于正金银行旧址东侧，现为北京东交民巷饭店。

新建筑有：
- 东交民巷17号：温家宝任中华人民共和国国务院总理时的官邸
- 东交民巷27号：中华人民共和国最高人民法院
- 东交民巷44号：北京市人民政府天安门地区管理委员会